# 貢井南華宮
貢井南華宮位於四川省自貢市貢井區，文物遺址年代判定為清。2012年7月16日公佈為第八批四川省文物保護單位。

## 簡介[2]
貢井南華宮（又稱嶺南會館）位於四川省自貢市貢井區貢井街南華巷，坐西北向東南，始建於清光緒二十五年（1899），占地面積3000平方公尺，規模宏大，原貌保存較完整。整體建築為磚木結構，四合院佈局，抬梁為主兼穿斗梁架，小青瓦屋面，由大小三個四合院組成層疊式殿宇，西院由前殿、大殿、左、右廂房樓構成。南華宮雕塑精細，尤以正殿山牆、屋脊泥塑，戲樓木雕為甚，是研究川南地區宗廟會館建築風格的實物見證，是自貢現存唯一的廣東信仰道教的鹽商會館，見證了自貢地區政治、經濟、文化的發展，具有較高的文物價值。2009年，貢井南華宮被自貢市人民政府公佈為市級文物保護單位。